# Захаровецька сільська рада
Захарове́цька сільська́ ра́да — адміністративно-територіальна одиниця та орган місцевого самоврядування у Хмельницькому районі Хмельницької області. Адміністративний центр — село Захарівці.

## Загальні відомості
- Територія ради: 33,39 км²
- Населення ради: 863 особи (станом на 2001 рік)
- Територією ради протікає річка Південний Буг

## Населені пункти
Сільській раді були підпорядковані населені пункти:
- с. Захарівці
- с. Крачки
- с. Ляпинці

## Склад ради
Рада складалася з 12 депутатів та голови.
- Голова ради: Мала Наталія Володимирівна

### Керівний склад попередніх скликань
| Прізвище, ім'я, по батькові | Основні відомості                                                 | Дата обрання | Дата звільнення |
| --------------------------- | ----------------------------------------------------------------- | ------------ | --------------- |
| Мала Наталія Володимирівна  | Сільський голова, 1971 року народження, освіта вища, позапартійна | 26.03.2006   | 31.10.2010      |
| Мала Наталія Володимирівна  | Сільський голова, 1971 року народження, освіта вища, позапартійна | 31.10.2010   |                 |

Примітка: таблиця складена за даними сайту Верховної Ради України

### Депутати
За результатами місцевих виборів 2010 року депутатами ради стали:

#### За суб'єктами висування
| Суб'єкт висування | Кількість обраних депутатів | %   |
| ----------------- | --------------------------- | --- |
| Самовисування     | 12                          | 100 |

#### За округами
| № округу | Прізвище, ім'я, по батькові      | Дата визнання обраним | Освіта             | Партійна приналежність | Відомості про обраного депутата                       |
| -------- | -------------------------------- | --------------------- | ------------------ | ---------------------- | ----------------------------------------------------- |
| 1        | Олішевська Наталія Василівна     | 03.11.2010            | середня            | позапартійна           | тимчасово не працює                                   |
| 2        | Сінчук Олена Олексіївна          | 03.11.2010            | середня            | позапартійна           | ЧорнийОстрів, листоноша                               |
| 3        | Бойчук Галина Василівна          | 03.11.2010            | середня спеціальна | позапартійна           | «Агроприбужжя-2007», зоотехнік                        |
| 4        | Якимчук Михайло Васильович       | 03.11.2010            | середня спеціальна | позапартійний          | ПП «Троян», водій                                     |
| 5        | Войтов Анатолій Васильович       | 03.11.2010            | середня спеціальна | позапартійний          | «Агроприбужжя-2007», бухгалтер                        |
| 6        | Ліщук Василь Анатолійович        | 03.11.2010            | середня спеціальна | позапартійний          | тимчасово не працює                                   |
| 7        | Тернопольська Наталія Миколаївна | 03.11.2010            | вища               | позапартійна           | Захаровецька сільська рада, секретар                  |
| 8        | Ленчук Ольга Романівна           | 03.11.2010            | вища               | позапартійна           | тимчасово не працює                                   |
| 9        | Мусійчук Анатолій Іванович       | 03.11.2010            | середня спеціальна | позапартійний          | В/ч 3013, стрілець                                    |
| 10       | Цибуля Валентина Михайлівна      | 03.11.2010            | вища               | позапартійна           | Захаровецька сільська рада, бухгалтер                 |
| 11       | Дика Людмила Іванівна            | 06.11.2010            | вища               | позапартійна           | Чорноострівський професійний аграрний ліцей, методист |
| 12       | Фертюк Володимир Вікторович      | 03.11.2010            | вища               | позапартійний          | приватне підприємство                                 |